# Häggarpssjön
Häggarpssjön är en sjö i Tranås kommun i Småland och ingår i Motala ströms huvudavrinningsområde. Sjön har en area på 0,0987 kvadratkilometer och ligger 165,9 meter över havet.

## Delavrinningsområde
Häggarpssjön ingår i det delavrinningsområde (643241-144403) som SMHI kallar för Mynnar i Svartån. Avrinningsområdets medelhöjd är 198 meter över havet och ytan är 57,98 kvadratkilometer. Det finns inga delavrinningsområden uppströms utan avrinningsområdet är högsta punkten. Dryllån som avvattnar avrinningsområdet har biflödesordning 3, vilket innebär att vattnet flödar genom totalt 3 vattendrag innan det når havet efter 178 kilometer. Delavrinningsområdet består mestadels av skog (70 procent) och jordbruk (18 procent). Avrinningsområdet har 1,09 kvadratkilometer vattenytor vilket ger det en sjöprocent på 1,9 procent.